# Dorcadion elegans
Dorcadion elegans es una especie de escarabajo longicornio de la subfamilia Lamiinae. Fue descrita científicamente por Kraatz en 1873.
Se distribuye por Kazajistán, Rusia y Ucrania. Mide 6,8-11,5 milímetros de longitud.